# Het Noorden (waterschap Groningen)
Het Noorden is een voormalig waterschap in de provincie Groningen.
Het waterschap lag ten zuiden van Warffum ten westen van het Warffumermaar, tussen de spoorlijn Sauwerd - Roodeschool en het Rasquerdermaar. De westgrens werd gevormd door de Oude Weer. Het zuidoostelijk gedeelte van dit gebied werd ingenomen door het waterschap Eendracht. De molen van het schap stond aan het Warfummermaar, ongeveer 1 km zuidelijk van de spoorwegovergang. De molen brandde in 1914 af en werd twee jaar later vervangen door een elektrisch gemaal.
Waterstaatkundig gezien ligt het gebied sinds 1995 binnen dat van het waterschap Noorderzijlvest.